# Gare de Plan-du-Var
La gare de Plan-du-Var (aussi appelée La Vésubie-Plan-du-Var sur la plaque du bâtiment voyageurs, ou encore Plan-du-Var-Vésubie) est une gare ferroviaire française de la ligne de Nice à Digne, située à Plan-du-Var, localité faisant partie de la commune de Levens, dans le département des Alpes-Maritimes, en région Provence-Alpes-Côte d'Azur.

## Situation ferroviaire
Établie à 139 mètres d'altitude, la gare de Plan-du-Var est située au point kilométrique (PK) 24,876 de la ligne de Nice à Digne entre la gare de Baus-Roux (en direction de Nice) et la gare du Chaudan (en direction de Digne-les-Bains).
Elle est dotée de trois voies dont deux entourant un unique quai central, elle permet le croisement des trains.

## Histoire
La gare de Plan-du-Var est mise en service le 7 juin 1892 en même temps que la section de Nice à La Tinée,. La fin de la ligne, jusqu'à Digne-les-Bains, est inaugurée le 6 août 1911.
La gare a également été le terminus de la ligne du tramway de la Vésubie, ouverte le 21 août 1909, qui reliait Plan-du-Var à Saint-Martin-Vésubie sur 33,8 kilomètres. Cette ligne, provisoirement exploitée en traction vapeur sur demande de la préfecture, a été convertie à la traction électrique dès le 31 octobre 1910. Son exploitation a cessé le 15 avril 1929,.

## Service des voyageurs

### Accueil
Gare terminus partiel de la ligne, elle dispose d'un bâtiment voyageurs avec guichet et d'un parking de 40 places,.

### Desserte
Plan-du-Var est desservie par les trains périurbains reliant Nice à Plan-du-Var ainsi que les trains assurant la liaison de Nice à Digne-les-Bains.

### Intermodalité
La gare est en correspondance, à l'arrêt Plan du Var situé sur la route métropolitaine 6202 à une centaine de mètres, avec le réseau Lignes d'Azur. On y trouve la ligne 59 qui relie Plan-du-Var au Centre administratif départemental des Alpes-Maritimes à Nice ainsi que les lignes 90, 91 et 92 reliant le Grand Arénas de Nice respectivement, à La Bolline, Auron et Isola 2000.